# ブレーダ・ディ・ピアーヴェ
ブレーダ・ディ・ピアーヴェ（伊: Breda di Piave）は、イタリア共和国ヴェネト州トレヴィーゾ県にある、人口約7,700人の基礎自治体（コムーネ）。

## 地理

### 位置・広がり

#### 隣接コムーネ
隣接するコムーネは以下の通り。
- カルボネーラ
- マゼラーダ・スル・ピアーヴェ
- オルメッレ
- ポンテ・ディ・ピアーヴェ
- サン・ビアージョ・ディ・カッラルタ

### 気候分類・地震分類
気候分類では、zona E, 2364 GGに分類される。
また、イタリアの地震リスク階級 (it) では、zona 2 (sismicità media) に分類される。

## 行政

### 分離集落
ブレーダ・ディ・ピアーヴェには、以下の分離集落（フラツィオーネ）がある。
- Pero, Saletto di Piave, San Bartolomeo, Vacil